# Hurkgraf

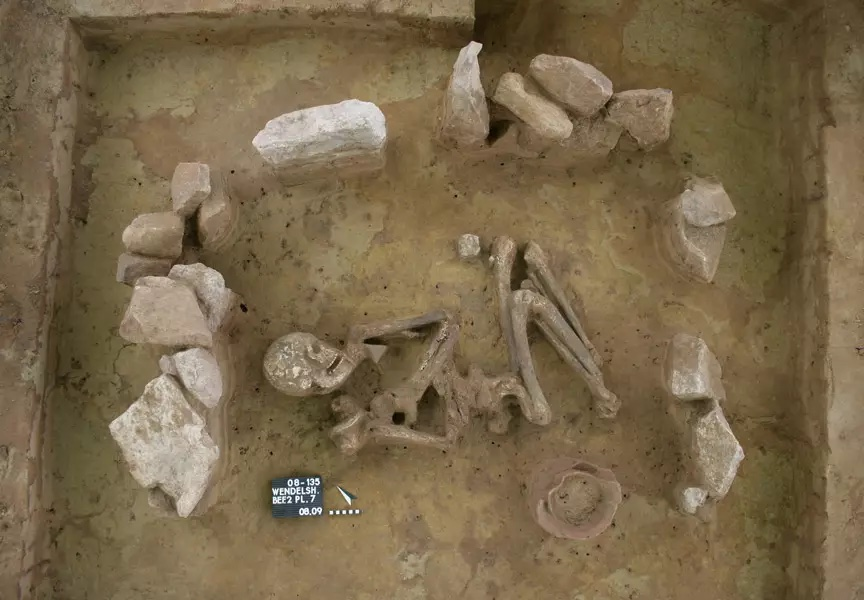
Hurkgraf uit Wendelsheim

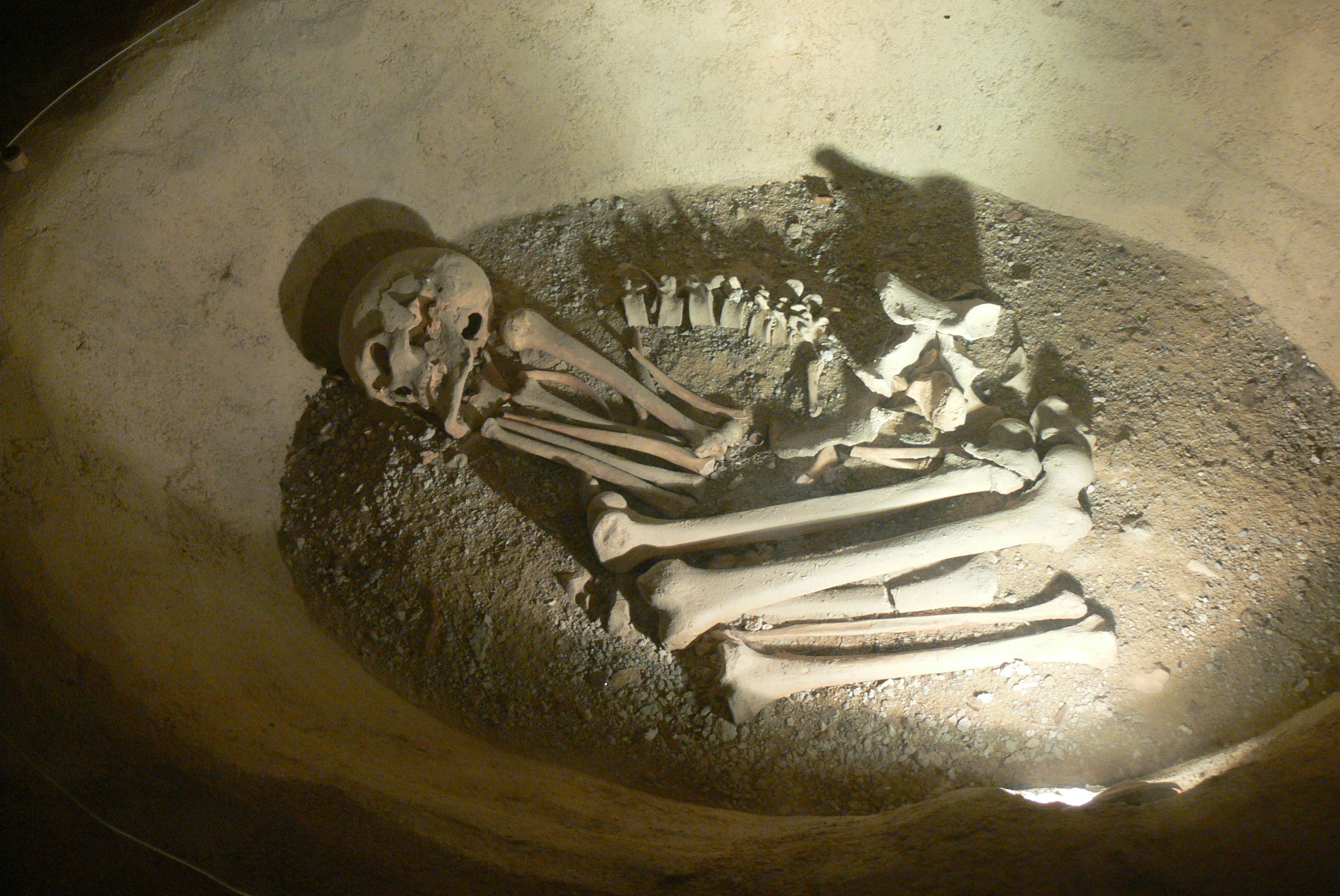
Reconstructie van een hurkgraf, Vorstengraf Mitterkirchen im Machland

Een hurkgraf is een type graf, waarbij de overledene in een gehurkte positie wordt neergelegd. Ook de benaming hurkskeletgraf komt voor.
In Europa was dit type graf het gangbaarste type van het neolithicum tot de vroege bronstijd (ca. 5600 tot 2200 v.Chr.), maar hurkgraven komen ook buiten Europa voor, bijvoorbeeld in Egypte. In de kopertijd werden de doden in specifieke richtingen gelegd, zoals in de klokbekercultuur (vrouwen naar het zuiden, mannen naar het noorden).
Hurkgraven zijn o.a. aangetroffen in Ooststellingwerf en in de terp Greate Flearen bij Tzum (ca. 400-200 v.Chr.). Het hurkgraf bij Tritzum is van ca. 200 v.Chr. Bij Swalmen werd een hurkgraf ontdekt uit ca 1800 - 800 v.Chr. Ook zijn er hurkgraven gevonden bij Harendermolen en op de grafvelden van Rijnsburg en Solleveld. Bij Elsloo werden in 1959 vijf hurkgraven aangetroffen
Ook in de tumulus St. Michel bij Carnac is een hurkgraf aangetroffen. Deze tumulus wordt omringd door nog eens 20 hurkgraven. 
In 1939 werd de Bäckaskogskvinnan (vrouw van Bäckaskog) aangetroffen in Barum (Zweden). Het graf is nu te zien in het Statens historiska museum. Aanvankelijk werd aangenomen dat het om een man ging, maar later ontdekte men dat het een vrouw betrof die tussen de 10 en 12 kinderen ter wereld heeft gebracht. Verder onderzoek wees uit dat ze 35-45 jaar oud was toen ze stierf en met een C14-datering is vastgesteld dat ze stierf tussen 7010 en 6540 v.Chr. Het graf behoort tot de Maglemosecultuur.
In het Archeologisch museum in Aardenburg is een hurkgraf van een Germaanse krijger uit 275 na Chr. te zien.
Ook in de Starčevo-Köröscultuur zijn de doden in hurkgraven gelegd.

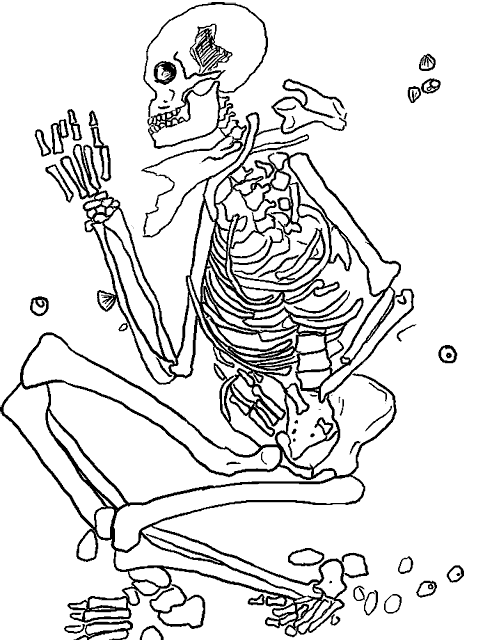
Een hurkgraf uit het Capsien
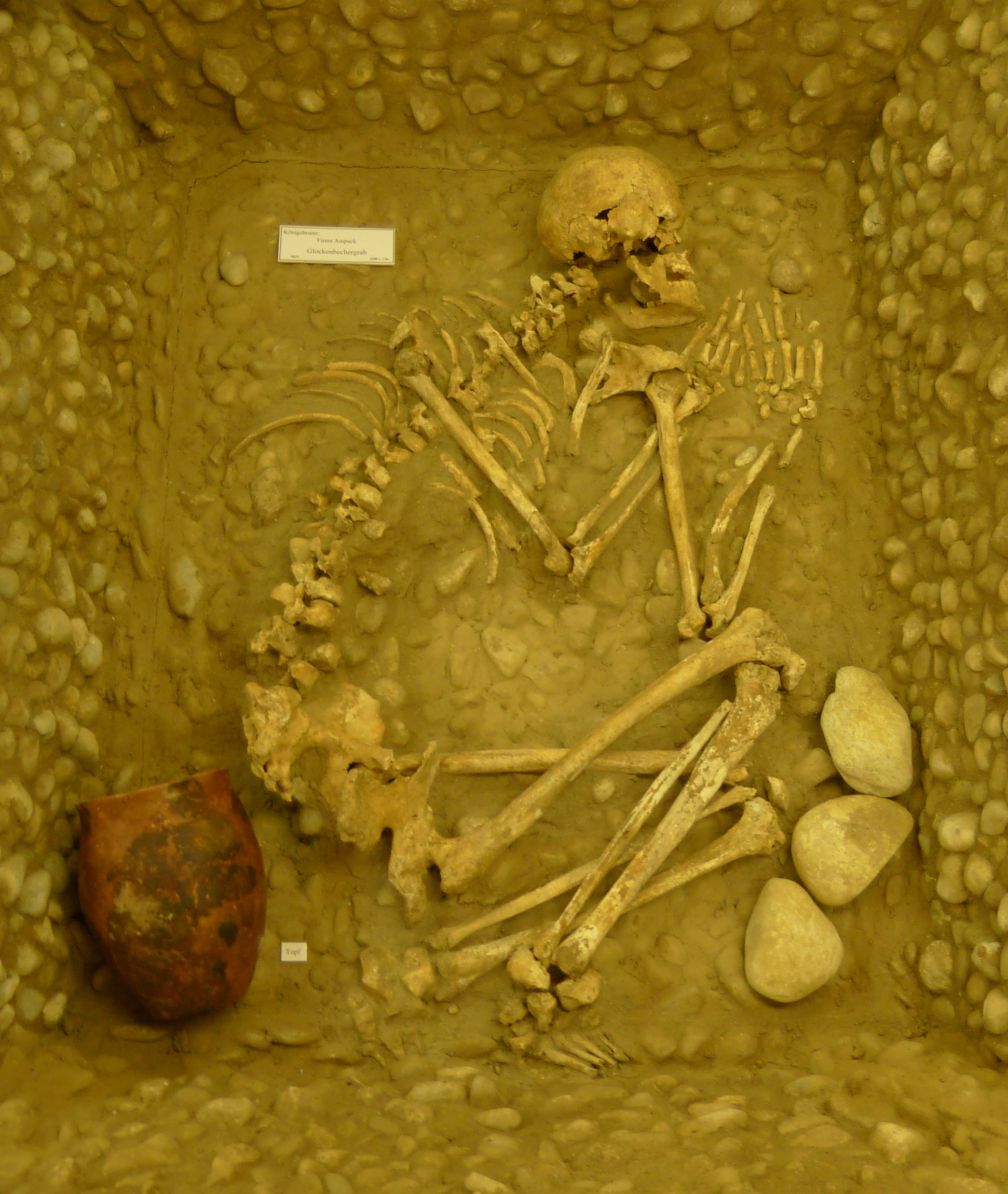
Een hurkgraf met grafgift uit de klokbekercultuur in het archeologisch museum in Königsbrunn
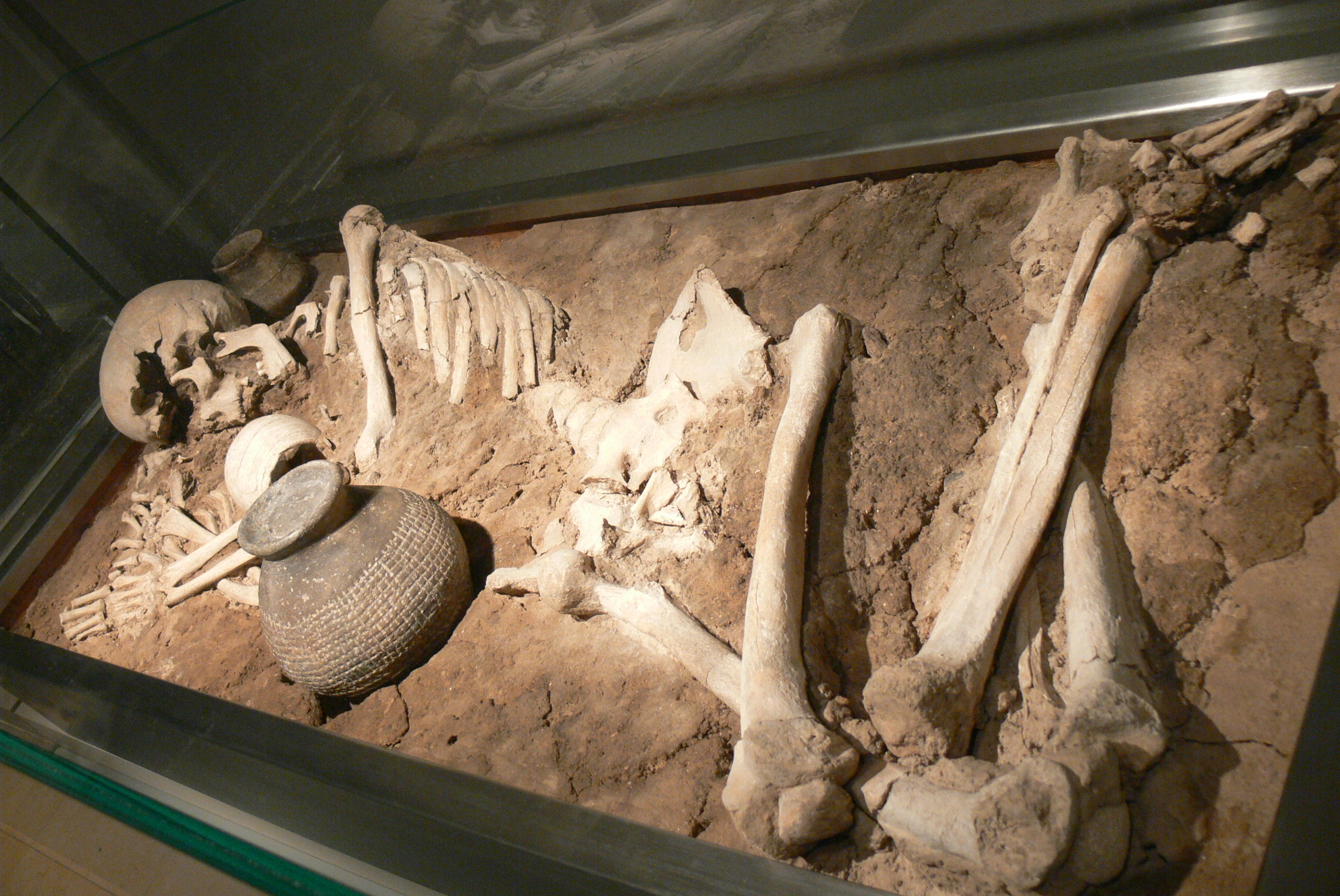
Hurkgraf met grafgiften uit de Rössencultuur in het Germanisches Nationalmuseum, Neurenberg